# Elisha Sawe
Elisha Kiprotich Sawe (20 dicembre 1982) è un ex maratoneta keniota.

## Competizioni internazionali
2004
- 19º alla City-Pier-City Loop ( L'Aia) - 1h09'40"
- 8º alla Paderborner Osterlauf ( Paderborn) - 28'50"
- Argento alla Rohalovska Desitka ( Prusinovce) - 30'08"
- 29º alla Würzburger Residenzlauf ( Würzburg) - 31'43"
- Bronzo all'Eurocross ( Diekirch) - 30'52"

2005
- 6º alla Maratona di La Rochelle ( La Rochelle) - 2h18'20"
- Argento alla Maratona di Karlsruhe ( Karlsruhe) - 2h21'37"
- Oro alla Achenseelauf ( Pertisau), 23,2 km - 1h15'11"
- Oro alla Mezza maratona di Vienna ( Vienna) - 1h03'07"
- Oro alla Mezza maratona di Ratisbona ( Ratisbona) - 1h03'28"
- Oro alla Mezza maratona di Tuttlingen ( Tuttlingen) - 1h04'16"
- Oro alla Mezza maratona di San Genesio Atesino ( San Genesio Atesino) - 1h10'55"
- Oro alla Rieder Stadtlauf ( Ried im Innkreis) - 28'57"
- Oro alla Linzer Citylauf ( Linz) - 29'05"
- Oro alla Innsbrucker Sparkassen Stadtlauf ( Innsbruck) - 29'39"
- Oro alla Spreitzgrabner Lauf ( Ternitz) - 29'52"
- Oro alla Velka Pardubicka ( Pardubice) - 30'40"
- Oro alla Hainfeld Stadtlauf ( Hainfeld), 8,4 km - 24'52"
- Argento alla Konstanzer Altstadtlauf ( Costanza), 5 miglia - 23'50"
- Argento alla Völklinger Citylauf ( Völklingen), 6 km - 17'08"

2006
- Argento alla Maratona di Magonza ( Magonza) - 2h18'13"
- 5º alla Maratona dell'Alto Adige ( Egna) - 2h22'43"
- Oro alla Mezza maratona di Metz ( Metz) - 1h04'23"
- Argento alla Mezza maratona di Francoforte ( Francoforte sul Meno) - 1h04'47"
- Oro alla Mezza maratona di Linz ( Linz) - 1h06'00"
- Argento alla 20 km di Alphen aan den Rijn ( Alphen aan den Rijn), 20 km - 59'37"
- 6º alla 15 km di Istanbul ( Istanbul), 15 km - 44'49"
- Oro alla Kupelna Trinastka ( Bardejovske Kupele), 13 km - 38'31"
- 7º alla Tumringer Panoramalauf ( Lörrach) - 30'13"
- Oro alla Rohalovska Desitka ( Prusinovce) - 31'09"
- Oro alla Hainfeld Stadtlauf ( Hainfeld), 8,4 km - 24'57"
- Bronzo alla Völklinger Citylauf ( Völklingen), 6 km - 16'56"
- Bronzo alla Kaiserslauterer City Lauf ( Kaiserslautern), 5 km - 14'31"
- Oro alla LCC Wien Team/Firmenlauf ( Vienna), 5 km - 14'36"
- Oro al Lotto Crosscup Dour ( Dour) - 28'54"

2007
- Bronzo alla Maratona di Magonza ( Magonza) - 2h19'20"
- Bronzo alla Maratona di Münster ( Münster) - 2h20'08"
- Oro alla Mezza maratona di Bratislava ( Bratislava) - 1h04'22"
- Oro alla Mezza maratona di Linz ( Linz) - 1h04'32"
- Oro alla Mezza maratona di Bad Ischl ( Bad Ischl) - 1h06'55"
- Oro alla Donaulauf ( Zwentendorf an der Donau), 10,57 km - 31'19"
- Oro alla Rheinzaberner Osterlauf ( Rheinzabern) - 29'45"
- Bronzo alla Konstanzer Altstadtlauf ( Costanza), 5 miglia - 23'22"

2008
- 5º alla Maratona di Münster ( Münster) - 2h24'40"
- Oro alla Mezza maratona di Bad Ischl ( Bad Ischl) - 1h06'37"
- Oro alla Donaulauf ( Zwentendorf an der Donau), 10,57 km - 31'10"
- Oro alla Volksfestlauf ( Frisinga) - 30'47"
- Argento alla Erdinger Stadtlauf ( Erding) - 31'13"
- 5º alla Biberacher Stadtlauf ( Biberach an der Riß), 6,4 km - 18'15"

2009
- Oro alla Maratona di Vienna ( Vienna) - 2h17'03"
- 4º alla Maratona di Poznań ( Poznań) - 2h22'56"

2011
- 9º alla Maratona di Kavarna ( Kavarna) - 2h25'46"
- Oro alla Maratona di Budapest ( Budapest) - 2h25'58"
- Argento alla Mezza maratona di Inowrocław ( Inowrocław) - 1h04'20"
- 5º alla Mezza maratona di Kościan ( Kościan) - 1h05'15"
- Oro alla Mezza maratona di Plzeň ( Plzeň) - 1h05'23"
- Oro alla Mezza maratona di Brno ( Brno) - 1h05'31"
- Bronzo alla Mezza maratona di Rybnik ( Rybnik) - 1h05'50"
- Bronzo alla Mezza maratona di Bukowa ( Bukowa) - 1h06'07"
- Oro alla Mezza maratona di Grodzisk Wielkopolski ( Grodzisk Wielkopolski) - 1h06'18"
- Argento alla Mezza maratona di Nowa Sól ( Nowa Sól) - 1h07'27"
- Oro alla Mezza maratona di Kietrz ( Kietrz) - 1h07'48"
- Oro alla Beh Mestem Jarmily Kratochvilove ( Golčův Jeníkov), 15 km - 46'20"
- Argento alla Cena Nasavrk ( Nasavrky), 15 km - 47'22"
- Oro alla Donaulauf ( Zwentendorf an der Donau), 10,57 km - 32'21"
- 5º alla Barborkowy Bieg o Lampke Gornicza ( Lubin) - 28'29"
- Argento alla Independence Race ( Goleniów) - 29'14"
- Oro alla Slovacky Beh ( Uherske Hradiste) - 29'43"
- Oro alla Beh Ulicami Obce Smizany ( Smižany) - 29'48"
- Oro alla Bechovice-Prague ( Praga) - 29'56"
- Oro alla Beh Velkymi Albrechticemi ( Velké Albrechtice) - 30'09"
- 4º alla Energielauf ( Weiz) - 30'17"
- Oro alla Bieg Krzepkich ( Krzepice) - 30'22"
- 4º alla Bieg Fiata ( Bielsko-Biała) - 30'32"
- Oro alla Bieg Leliwitow ( Tarnów) - 30'38"
- Oro alla International Strassenlauf ( Parndorf) - 30'39"
- Oro al Tibor Rajkai Memorial ( Debrecen) - 30'52"
- Argento alla Hornicka Desitka ( Frýdek-Místek) - 31'00"
- Oro alla Stadtlauf ( Ternitz) - 31'21"
- Argento alla KSV-ece-Stadtlauf ( Kapfenberg) - 31'57"
- Argento alla Hronov-Nachod ( Náchod), 8,85 km - 26'23"
- Argento alla Uliczny Bieg Sambora ( Tczew), 6 km - 16'15"
- Argento alla Domaine Gróf Zichy Run ( Szekszárd), 5 km - 14'37"

2012
- Oro alla Maratona di Banská Bystrica ( Banská Bystrica) - 2h15'52"
- Oro alla Maratona di Čadca ( Čadca) - 2h17'58"
- Oro alla Maratona di Podgorica ( Podgorica) - 2h19'22"
- Argento alla Maratona di Bratislava ( Bratislava) - 2h21'43"
- Bronzo alla Maratona di Danzica ( Danzica) - 2h26'08"
- Argento alla Maratona di Zagabria ( Zagabria) - 2h26'30"
- 4º alla Maratona di Krynica Zdroj ( Krynica Zdroj) - 2h26'32"
- Oro alla Maratona di Tirana ( Tirana)
- Bronzo alla Zebracka Petadvacitka ( Žebrák), 25 km - 1h25'33"
- Oro alla Achenseelauf ( Pertisau), 23,2 km - 1h16'29"
- Oro alla Beh Rodnym Krajem Emila Zatopka ( Rožnov pod Radhoštěm), 22,3 km - 1h10'27"
- Oro alla Mezza maratona di Mondsee ( Mondsee) - 1h04'02"
- Argento alla Mezza maratona di Kościań ( Kościań) - 1h04'04"
- Oro alla Mezza maratona di Bad Ischl ( Bad Ischl) - 1h04'09"
- Oro alla Mezza maratona di Grodzisk Wielkopolski ( Grodzisk Wielkopolski) - 1h04'51"
- Oro alla Mezza maratona di Nowa Sól ( Nowa Sól) - 1h05'16"
- Oro alla Mezza maratona di Tarnowo Podgorne ( Tarnowo Podgorne) - 1h05'20"
- Oro alla Mezza maratona di Martin ( Martin) - 1h05'37"
- Oro alla Mezza maratona di Hallstatt ( Hallstatt) - 1h05'41"
- Oro alla Mezza maratona di Cluj-Napoca ( Cluj-Napoca) - 1h05'48"
- Bronzo alla Mezza maratona di Dąbrowa Górnicza ( Dąbrowa Górnicza) - 1h06'08"
- 4º alla Mezza maratona di Sobótka ( Sobótka) - 1h06'21"
- Oro alla Mezza maratona di Tarczyn ( Tarczyn) - 1h07'02"
- Argento alla Mezza maratona di Żywiec ( Żywiec) - 1h07'07"
- 7º alla Mezza maratona di Skarżysko-Kamienna ( Skarżysko-Kamienna) - 1h07'20"
- Argento alla Zumberacka Utrka ( Sošice), 15,5 km - 57'51"
- Argento alla Memorial Karle Raise Pocerady-Louny ( Louny), 15 km - 45'05"
- Oro alla Beh Mestem Jarmily Kratochvilove ( Golčův Jeníkov), 15 km - 47'38"
- Oro alla Vokolo Priglu ( Brno), 14,1 km - 43'29"
- Oro alla Bieg Szpot ( Swarzędz) - 28'30"
- Oro alla Energielauf ( Weiz) - 28'46"
- Oro alla Dzialoszynska Dziesiatka ( Działoszyn) - 29'16"
- Oro alla Hornicka Desitka ( Frýdek-Místek) - 29'17"
- Oro alla Stadtlauf ( Ternitz) - 29'18"
- Oro alla Slovacky beh ( Uherské Hradiště) - 29'36"
- Oro alla Beh Velkymi Albrechticemi ( Velké Albrechtice) - 29'47"
- Oro alla Vnorovska Desitka ( Vnorovy) - 30'02"
- 8º alla United Europe Race ( Gniezno) - 30'15"
- Oro alla International Strassenlauf ( Parndorf) - 30'21"
- Argento alla Fortuna Bieg ( Cieszyn) - 30'26"
- Oro alla KSV-ece-Stadtlauf ( Kapfenberg) - 30'27"
- Argento alla Dolnolhotska Desitka ( Dolni Lhota) - 30'59"
- Bronzo alla Utrka Kralja Petra Svacica ( Vojnić), 9 km - 28'48"
- Oro alla Zvolenska Corrida ( Zvolen), 8,3 km - 27'47"
- Oro alla Waidhofner Sparkasse Stadtlauf ( Waidhofen an der Ybbs), 6,9 km - 21'02"
- Oro alla Oleskie Uliczne Biegi Pokoju ( Olesno), 5 km - 12'37"
- Oro alla VKB-Gislauf ( Linz) - 30'31"

2013
- 5º alla Maratona di Podgorica ( Podgorica) - 2h18'19"
- Argento alla Maratona di Zagabria ( Zagabria) - 2h19'04"
- Argento alla Maratona di Skopje ( Skopje) - 2h25'13"
- Oro alla Maratona di Radenci ( Radenci) - 2h25'46"
- Oro alla Maratona di Banská Bystrica ( Banská Bystrica) - 2h32'31"
- 11º alla StraLugano ( Lugano), 30 km - 1h39'54"
- Argento alla Lauf Rund um den Wolfgangsee ( Sankt Wolfgang im Salzkammergut), 27 km - 1h28'56"
- 4º alla Achenseelauf ( Pertisau), 23,2 km - 1h21'57"
- 4º alla Beh Rodnym Krajem Emila Zatopka ( Rožnov pod Radhoštěm), 22,3 km - 1h14'33"
- Oro alla Mezza maratona di Kościan ( Kościan) - 1h04'34"
- Oro alla Mezza maratona di Tarnowo Podgorne ( Tarnowo Podgorne) - 1h04'42"
- Bronzo alla Mezza maratona di Radom ( Radom) - 1h05'06"
- 4º alla Mezza maratona di Nowa Sól ( Nowa Sól) - 1h05'56"
- Oro alla Mezza maratona di Cluj-Napoca ( Cluj-Napoca) - 1h06'00"
- Argento alla Mezza maratona di Lussingrande ( Lussingrande) - 1h06'22"
- Argento alla Mezza maratona di Śrem ( Śrem) - 1h08'15"
- Bronzo alla Mezza maratona di Rybnik ( Rybnik) - 1h08'33"
- Oro alla Mezza maratona di Płock ( Płock) - 1h09'20"
- Argento alla Mezza maratona di Wałbrzych ( Wałbrzych) - 1h10'15"
- Argento alla Mezza maratona di Bytom ( Bytom) - 1h10'31"
- Argento alla Mezza maratona di Ostrava ( Ostrava) - 1h10'49"
- Oro alla Mezza maratona di Rovigno ( Rovigno) - 1h12'44"
- Bronzo alla Bieg Uliczny Maksy Mila ( Teresin), 16,67 km - 49'52"
- Argento alla Kupelna Trinastka ( Bardejov), 13 km - 37'59"
- Bronzo alla Bieg Niepodleglosci ( Rzeszów) - 28'28"
- Bronzo alla Independence Race ( Goleniów) - 29'17"
- Oro alla Sadecka Dycha ( Nowy Sącz) - 29'29"
- Argento alla Mezinarodni Vecerni beh Bruntalem ( Bruntál) - 29'45"
- Argento alla Beh Velkymi Albrechticemi ( Velké Albrechtice) - 30'06"
- 7º alla Bieg Westerplatte ( Danzica) - 31'06"
- Argento alla Beh okolo Buciny ( Zvolen) - 31'34"
- Oro alla Brucker Sparkassen Citylauf ( Bruck an der Leitha) - 32'04"
- Oro al RunTour ( Olomouc) - 32'11"
- Argento alla Imre- Lörinc Futoverseny ( Budapest), 8 km - 24'33"

2014
- Oro alla Maratona di Radenci ( Radenci) - 2h19'17"
- Oro alla Maratona di Cluj-Napoca ( Cluj-Napoca) - 2h27'26"
- Oro alla Maratona di Plitvice ( Plitvička Jezera) - 2h36'29"
- Oro alla Mezza maratona di Hallstatt ( Hallstatt) - 1h04'31"
- Argento alla Mezza maratona di Fiume ( Fiume) - 1h04'37"
- Argento alla Mezza maratona di Nasavrky ( Nasavrky) - 1h05'35"
- Bronzo alla Mezza maratona di Radom ( Radom) - 1h06'41"
- Bronzo alla Mezza maratona di Grodzisk Wielkopolski ( Grodzisk Wielkopolski) - 1h07'46"
- Argento alla Mezza maratona di Rybnik ( Rybnik) - 1h08'37"
- Bronzo alla Mezza maratona di Martin ( Martin) - 1h08'51"
- Argento alla Mezza maratona di Pristina ( Pristina) - 1h09'17"
- Oro alla Mezza maratona di Brno ( Brno) - 1h09'31"
- Oro alla Mezza maratona di Śrem ( Śrem) - 1h14'16"
- Oro alla Duna Takarek Szigetköz ( Mosonmagyaróvár), 16 km - 48'50"
- Argento alla Memorial Karle Raise Pocerady-Louny ( Louny), 15 km - 43'34"
- 4º alla Beh Mestem Jarmily Kratochvilove ( Golčův Jeníkov), 14,96 km - 47'05"
- Argento alla Tolerancja na Sportowo ( Oświęcim) - 28'18"
- 6º alla Nocny Bieg Swietojanski ( Gdynia) - 29'34"
- Argento alla KSV-ece-Stadtlauf ( Kapfenberg) - 29'37"
- Oro alla Bieg Uliczny ( Bukowno) - 30'02"
- Oro alla Bieg Koziolkow ( Kędzierzyn-Koźle) - 30'38"
- Oro al RunTour ( Hradec Králové) - 32'00"
- Oro all'Ormoski Ulicni Tek ( Ormož), 4,8 km - 14'21"

2015
- Argento alla Maratona di Malacca ( Malacca) - 2h18'03"

2016
- Argento alla Maratona di Cebu ( Cebu) - 2h29'37"
- Bronzo alla Marine Customs ( Giacarta) - 29'29"

2017
- Argento alla Maratona di Kuala Terengganu ( Kuala Terengganu) - 2h28'18"
- 6º alla Maratona di Magelang ( Magelang) - 2h28'52"
- 7º alla Maratona di Colombo ( Colombo) - 2h35'28"
- Bronzo alla Maratona di Surabaya ( Surabaya) - 2h45'31"